# 整鰭副脂䲁
整鰭副脂䲁（學名：Paraclinus integripinnis），為輻鰭魚綱䲁形目脂䲁科副脂䲁屬的一個種，分布於東中太平洋美國加利福尼亞州南部聖塔芭芭拉的塞雷娜灣至墨西哥下加利福尼亞州南部海域，深度0至15公尺，本魚體長，吻部尖，鼻孔和眼上有分枝的棕櫚狀卷鬚，上頜延伸至雌魚眼睛中部下方，鰓蓋骨具有平坦的三角形棘，體色變化很大，從純白色至棕色至黑色，帶有淺粉紅色斑點，臀鰭基部寬闊深色，背鰭後部有黑黃色環狀眼斑，背鰭硬棘30-33枚、背鰭軟條0枚、臀鰭硬棘2枚、臀鰭軟條19-21枚，體長可達6.4公分，棲息在岩石區的潮池，生活習性不明。